# Babesgabeak
Babesgabeak (en castellà Desamparados) és un barri de la ciutat de Vitòria (Àlaba). Té una població de 6.620 habitants (2008).

## Situació
És un cèntric barri de Vitòria, situat a l'est de l'Alde Zaharra (Nucli Antic). Limita a l'est amb Judimendi i Santa Lucia en el Pont de les Trianas, al sud amb la via del tren que el separa de San Kristobal i a l'oest amb la zona de l'Eixample.
Nucli Històric i l'Eixample de la Ciutat. Molts dels edificis tenen habitatges de gran grandària i fins i tot algunes d'elles (com l'Edifici Panticosa) estan dissenyades com a habitatges de luxe, fins i tot amb piscina al terrat. A causa d'això, actualment es tracta d'una zona de classe alta, i és un dels barris més cars de la ciutat.

## Transport
Probablement és el barri millor comunicat de Vitòria, ja que totes les línies d'autobús de TUVISA tenen parada al carrer Paz (les que van en direcció nord-sud) o a Olaguibel (les que van en direcció est-oest), excepte les línies circulars, no obstant això la línia de circumval·lació (8) també para a Los Herrán, dins del barri.
Per tant, totes les línies de Tuvisa excepte la 2A i la 2B (Perifèriques) passen per aquest barri, per la qual cosa des d'aquí pots accedir a qualsevol punt de la ciutat. A més, el Tramvia de Vitòria surt del barri.
| Línia   | Nom                         | Destí Sentit Anada | Destí Sentit Tornada | Estacions al Barri |
| ------- | --------------------------- | ------------------ | -------------------- | ------------------ |
| Línia 1 | Tramvia de Vitòria. Línea 1 | Parada Terminal    | Ibaiondo (Vitòria)   | Angulema           |
| Línia 2 | Tramvia de Vitòria Línea 2. | Parada Terminal    | Abetxuku             | Angulema           |